# Bugatti EB218
O EB 218 é um protótipo de sedan superesportivo da Bugatti. 